# Schinus gracilipes
Schinus gracilipes là một loài thực vật có hoa trong họ Đào lộn hột. Loài này được I.M. Johnst. miêu tả khoa học đầu tiên năm 1938.